# کوهستان ظفار
 کوهستان ظفار (به عربی: جِبَال ظفار) نام کوهستانی است در استان ظُفار در کشور پادشاهی عُمّان. این کوهستان در جنوبی‌ترین مرز سلطنت عمان با کشور یمن قرار دارد. کوهستان ظفار دارای چشمه‌های گوناگونی است. ارتفاع کوهستان ظفار از سطح دریا در میان ۱۷۰۰  متر و در بعضی جاها تا حدود ۲۱۰۰ متر نیز می‌رسد. این کوهستان محاذی با حدود کشور یمن (یمن جنوبی) است.
«کوهستان ظفار» از رشته‌کوه‌های جنوبی کشور پادشاهی عمان به شما می‌آید و از (نقاط دیدنی سلطنت عمان) و یکی از مناطق گردشگری و دیدنی شهر ظفار است.
در پیرامون این کوهستان جانوران و پرندگان مختلفی زندگی می‌کرده‌اند و می‌کنند. همچنین در پایه و قلهٔ  کوه درخت‌های گوناگون و تنومند مانند:  کُنار، سمر، سَلَم، کُور، کِرت، لبان و   کُوهِنگ  به وفرت وجود دارد.
از انواع پرندگان که در این کوه زندگی می‌کنند، می‌توان از کبک، قُمری، بادخور، تیهو، سبزقبا، چکاوک، چکاوک هدهد و هدهد، بلبل، گنجشک، دم جنبانک، فاخته، سهره، صعوه، کوکر، دراج      
نام برد که به‌ویژه در فصل زمستان و بهار هنگام جفت‌گیری و تخم‌گذاری با آواز دلنشین خود این منطقه کوهستانی را شاد می‌کنند. 
در پیرامون کوه روباه، کفتار، شغال، جوجه‌تیغی، خرگوش، بز کوهی نیز یافت می‌شود.
پرندگانی مانند: عقاب، شاهین و دیگر گونه لاشخورها نیز در این منطقهٔ گسترده کوهستانی زندگی می‌کنند. همچنین درندگانی  مانند: پلنگ، یوزپلنگ، گرگ، خوک، نیز کمابیش وجود دارند.